# Acigné
Acigné település Franciaországban, Ille-et-Vilaine megyében. Lakosainak száma 6911 fő (2022. január 1.). Acigné Liffré, La Bouëxière, Brécé, Cesson-Sévigné, Noyal-sur-Vilaine, Servon-sur-Vilaine és Thorigné-Fouillard községekkel határos.

## Népesség
A település népességének változása:
| Lakosok száma | 1776 | 3554 | 4361 | 5785 | 6282 | 6521 | 6740 | 6834 | 6865 | 6911 |
|               | 1968 | 1982 | 1990 | 2006 | 2013 | 2015 | 2017 | 2019 | 2020 | 2022 |